# Alfa Romeo V6 (двигатель)
Alfa Romeo V6 двигатель, именуемый просто V6 или V6 Busso, был представлен в 1979 году на автомобиле Alfa 6. В начале он был представлен объёмом 2.5 литра, но впоследствии было налажено производство двигателей объёмом от 2,0 л. до 3,2 л. Двигатель было возможно модифицировать для увеличения объёма до 3,8 л. Первые двигатели V6 были разработаны в начале 1970-х годов итальянцем Джузеппе Буссо. Двигатели имели оригинальный SOHC 12-и клапанный механизм с короткими выпускными клапанами. Данная система была создана раньше, чем на двигателях BMW и Bristol. Первые SOHC V6 двигатели весили 170 кг. В 1993 году первые версии DOHC двигателей появились на мощной Alfa Romeo 164. Двигатель получил алюминиевый блок цилиндров, головку блока цилиндров, масляный насос, а также выпускные клапаны с натриевым наполнением не для избежания перегрева двигателя, а для лучшего отвода тепла из термонагруженной зоны для того, чтобы не изменялись линейные свойства клапанов. Кроме того, Alfa Romeo V6 оснащался в зависимости от модификации турбонаддувом от Mitsubishi TD 05H (164)
 и Garrett T25 (GTV,166). В 1985 году в Южной Африке был представлен 3,0 л. GTV-6 двигатель, до его международного дебюта в 1987 году.
Alfa Romeo V6 был очень популярен в «сборных автомобилях» (kit cars) таких как Ultima GTR, Hawk HF Series и DAX, а также устанавливался на бельгийские гоночные автомобили Gillet Vertigo. В августе 2011 года журнал EVO назвал двигатель Alfa Romeo V6 «самым красиво звучащим дорожным шестицилиндровым двигателем из когда-либо созданных»

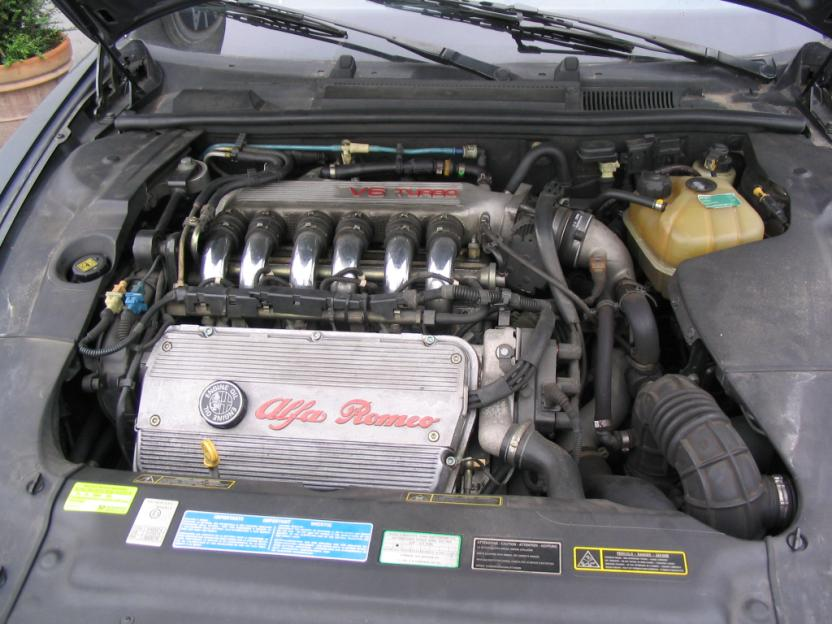
2,0 л. V6 12V t/c на Alfa Romeo 166.

## 2,0
2,0 л. (1,996 куб.см) двигатель был представлен в 1983 году. Версия с карбюратором (132 л.с. (97 кВт)) и версия с инжектором были доступны с самого начала продаж. 2,0 л. версия с турбонаддувом была получена с 3,0 л. 12-и клапанного двигателя и была представлена в 1991 году на Alfa Romeo 164. Двигатель выдавал мощность в 210 л.с. (154 кВт). Двигатель имел диаметр поршня в 80,0 мм и ход поршня 66,2 мм.
Применение:
- 1983—1986 Alfa Romeo Alfa 6
- 1984—1987 Alfa Romeo 90
- 1991—1997 Alfa Romeo 164 (2,0 л. турбонаддув)
- 1995—2001 Alfa Romeo GTV & Spider (2,0 л. турбонаддув)
- 1998—2001 Alfa Romeo 166 (2,0 л. турбонаддув)

## 2,5

### Two-valve

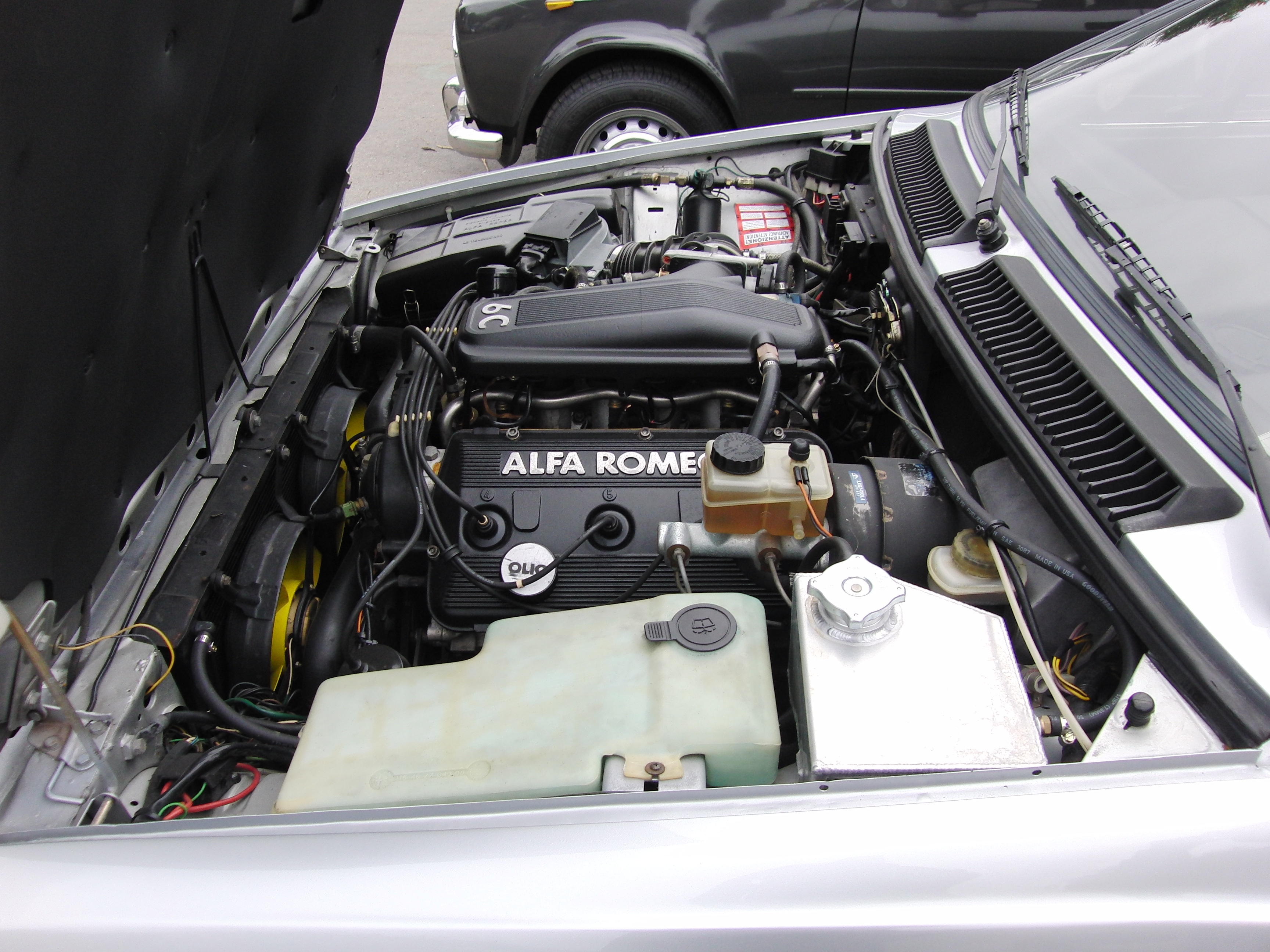
2,5 л., установленный продольно в GTV6.

Классический двигатель объёмом 2,5 л. и выдающий 158 л.с. (116 кВт) был основным V6 Busso. Это был двигатель с двумя клапанами на цилиндр системы SOHC и шестью карбюраторами.
Инжекторная система подачи топлива была добавлена в 1983 году на Alfa 6 и выдавала к тому времени мощность равную 158 л.с. (116 кВт). 2-х клапанные двигатели закончились свою жизнь на Alfa 155, где выпускалось две серии данного двигателя. 2,5 л. увеличил свою мощностью до 166 л.с. (122 кВт). Различия между ними были небольшие: мощность и крутящий момент был разный при одинаковом количестве лошадиных сил.
Применение:
- 1979—1986 Alfa Romeo Alfa 6
- 1980—1986 Alfa Romeo GTV6
- 1984—1987 Alfa Romeo 90
- 1985—1991 Alfa Romeo 75/Milano
- 1992—1997 Alfa Romeo 155
- 1985—1996 Fiat Croma
- 1987—1989 Rayton Fissore Magnum V6[10]

### Four-valve

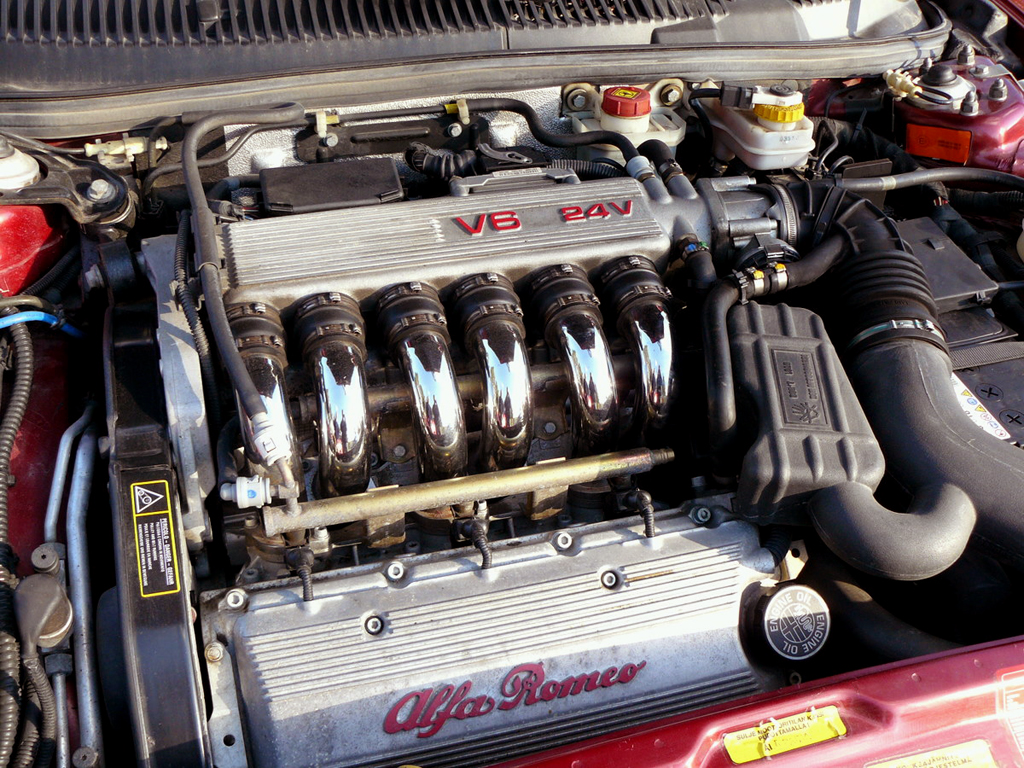
2,5 л. V6 24V на Alfa Romeo 156.

Четырёхклапанные версии на цилиндр были представлены в 1997 году вместе с Alfa Romeo 156. Двигатель выдавал мощность в 190 л.с. (140 кВт). В 2001 году V6 был модернизирован до 192 л.с. (141 кВт). На 166-й использовались менее мощные двигатели с целью более хорошего крутящего момента на низких оборотах. Данная версия двигателя получила награду «Двигатель года» в 2000 году. Диаметр цилиндра в двигателе был 88 мм, а ход поршня 68,3 мм.
Применение:
- 1997—2005 Alfa Romeo 156
- 1998—2007 Alfa Romeo 166

## 3,0

### Two-valve
Двигатель 2,5 л. был увеличен и модернизирован в 3,0 л. для Alfa racing в Южной Африке в 1985 году. Двигатель имел объём 2,959  см³ и, начиная с 1987 года, использовался на 75/Milano Verde, выдавая 185 л.с. (136 кВт). Мотор также имел по 2 клапана на цилиндр. Впоследствии двигатель был модифицирован для поперечного расположения в 164 и оснащался уже высокопроизводительным коленчатым валом и суженным выпуском. Двигатель выдавал уже 192 л.с. (141 кВт) в классическом исполнении, 184 л.с. (135 кВт) с установленным катализатором в 1991 году, а в версии «Cloverleaf» выдавал уже 200 л.с. (147 кВт). Точно такие же двигатели устанавливались на SZ, но были доработаны до 210 л.с. (154 кВт). Двигатель имел диаметр цилиндра 93 мм и ход поршня 72,6 мм.
Применение:
- 1985—1989 Alfa Romeo GTV6
- 1987—1991 Alfa Romeo 75/Milano
- 1989—1991 Alfa Romeo SZ
- 1992—1994 Alfa Romeo RZ
- 1992—1994 Lancia Thema
- 1988—1997 Alfa Romeo 164
- 1995—2003 Alfa Romeo GTV & Spider

### Four-valve

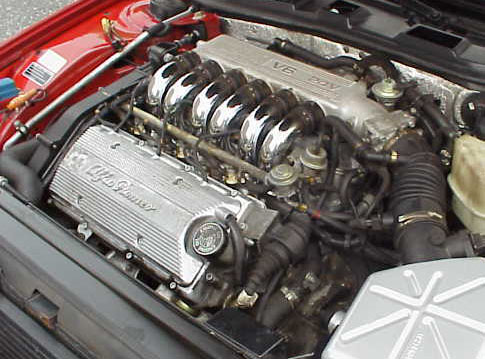
3,0 л. V6 24V на Alfa Romeo 164.

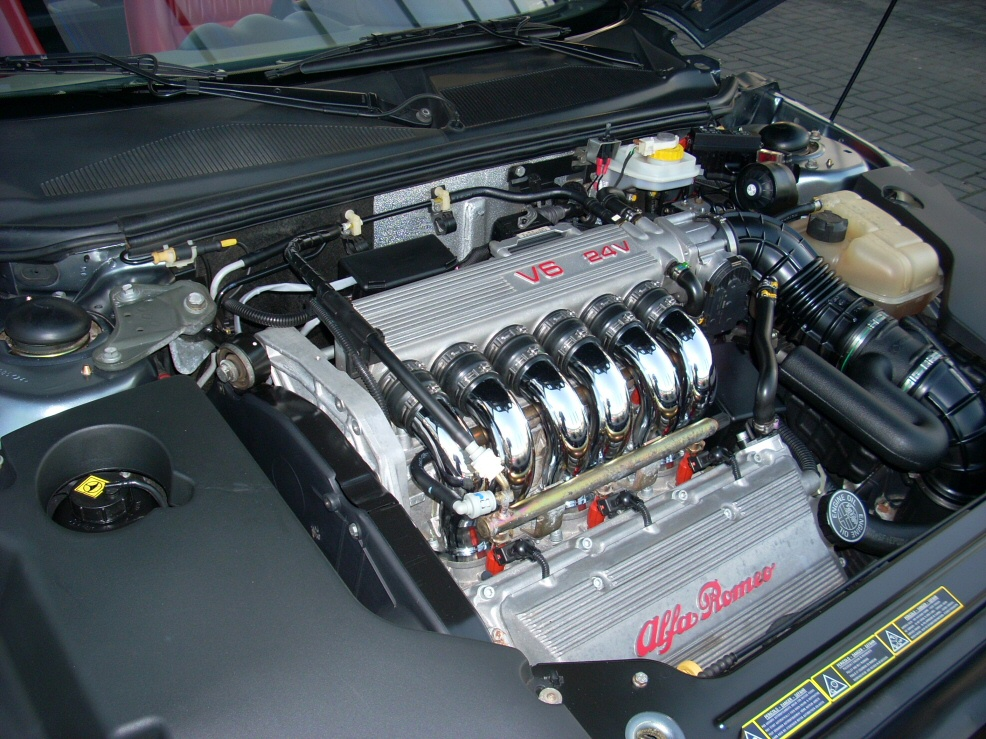
3,0 л. V6 24V с новой красной отделкой.

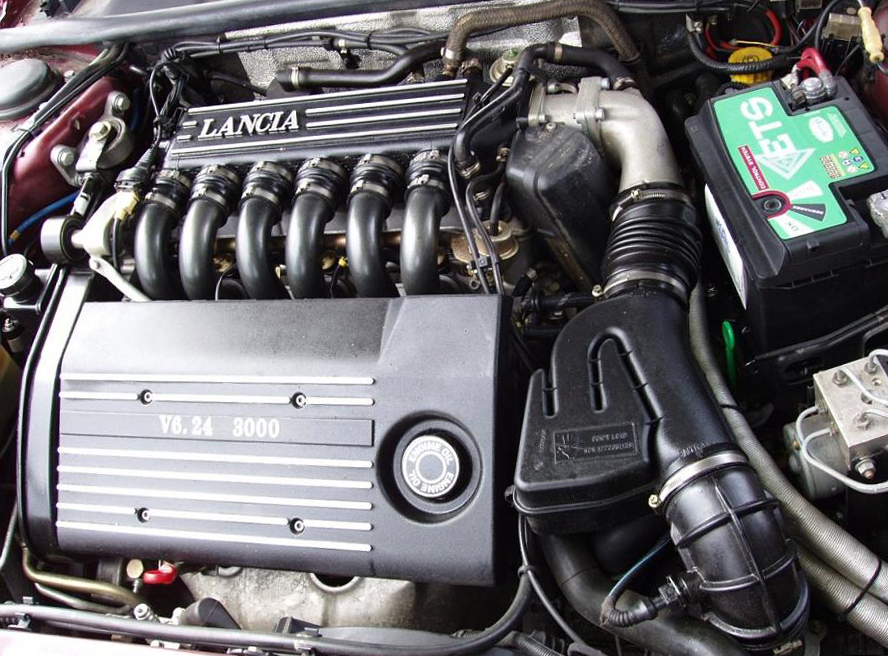
3,0 л. 24V на Lancia Kappa, с чёрной отделкой.

Двигатели были обновлены под использование двух распредвалов и четыре клапана на цилиндр в 1993 году. В связи с этими изменениями, двигатели выдавали 211 л.с. (155 кВт) на обычной 164 1993 года. 230 л.с. (169 кВт) и 276 Н/м на 164 QV образца Евро-3, а для модели Q4 двигатель выдавал 232 л.с. (171 кВт) до конца производства в 1996 году. Последняя версия 3,0 л. V6, устанавливаемого на GTV и 166-ю, выдавали 220 л.с. (162 кВт).
Применение:
- 1992—1997 Alfa Romeo 164
- 1995—2003 Alfa Romeo GTV & Spider
- 1998—2005 Alfa Romeo 166
- 1994—2001 Lancia Kappa
- 2001—2002 Lancia Thesis
- 1998-2007 Gillet Vertigo (Vertigo использует только двигатель объёмом 3,6 л.)

## 3,2

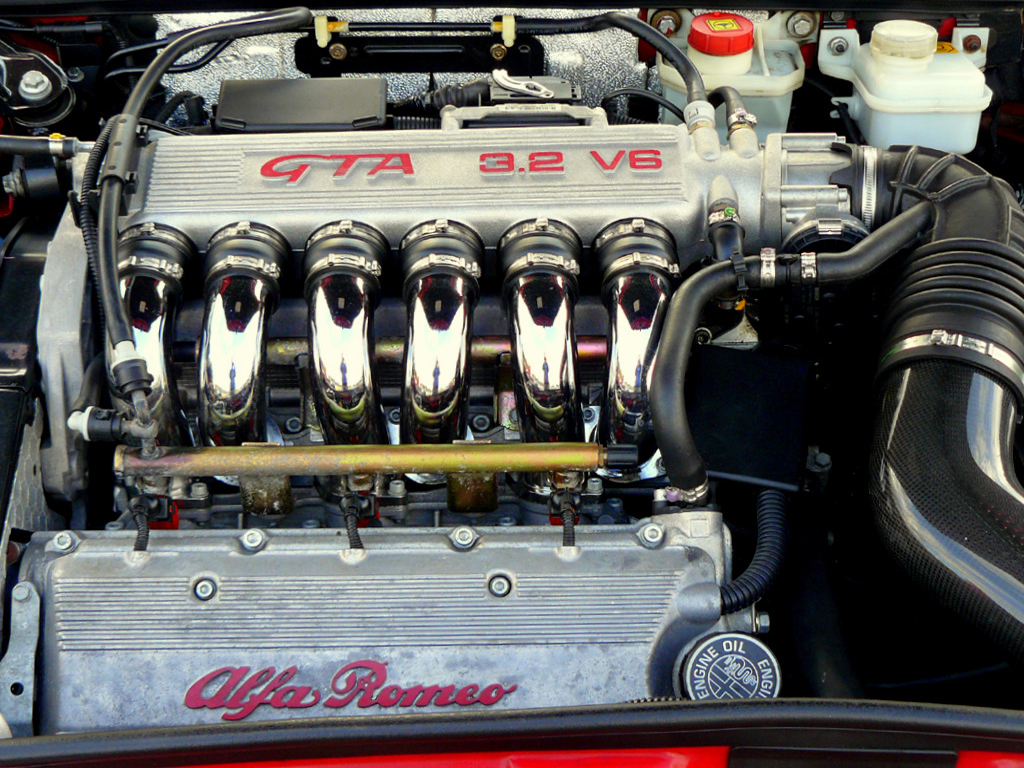
3,2 л. двигатель на Alfa Romeo 147 GTA.

В 2002 году Alfa Romeo представила 156 GTA с 3,2 л. (3,179 куб.см) двигателем V6 мощностью 250 л.с. (184 кВт) и крутящим моментом в 300 Н/м. Позднее этот двигатель также использовался на Alfa Romeo 166, GTV, Spider и Alfa Romeo GT с небольшим дефорсированием в 240 л.с. (177 кВт). Диаметр цилиндра в двигателе равнялся 93 мм, а ход поршня был 78 мм.
Применение:
- 2002—2005 Alfa Romeo 156 GTA
- 2002—2005 Alfa Romeo 147 GTA
- 2004—2007 Alfa Romeo GT
- 2003—2005 Alfa Romeo 166
- 2003—2005 Alfa Romeo GTV & Spider
- 2003—2006 Lancia Thesis

## Окончание производства
Производство V6 закончилось в 2005 году на Заводе Alfa Romeo в Арезе с производством пяти тысяч двигателей про запас для Lancia Thesis, Alfa 166 и Alfa GT. Двигатель был заменён в 159 и Brera на новый 3,2 л. V6 двигатель совместного производства General Motors (блок цилиндров) и Alfa Romeo (головка блока цилиндров и впуск). Британская автомобильная инженерская компания Cosworth настойчиво пыталась купить производство Alfa Romeo V6 двигателей, но итальянская компания не захотела продавать их. Последняя версия 3,2 л. двигателя соответствовала нормам Евро-4, что делало возможность производство этих двигателей ещё много лет. Создатель двигателей Джузеппе Буссо умер через несколько дней после окончания производства его двигателей в Арезе.